# Сборная Канады по теннису в Кубке Дэвиса
Сборная Канады в Кубке Дэвиса (англ. Canada Davis Cup team) — национальная мужская сборная команда, представляющая Канаду в Кубке Дэвиса — главном международном мужском теннисном соревновании на уровне сборных. Участвует в турнире с 1913 года, обладатель Кубка Дэвиса 2022 и финалист 2019 года.

## История
Канада начала своё участие в Международном теннисном турнире вызова (позже получившем название Кубка Дэвиса) в 1913 году. На британских кортах, где проходил турнир претендентов, выводящий в раунд вызова (матч с действующим обладателем кубка за этот трофей), канадцы нанесли поражения командам Южно-Африканского Союза и Бельгии и лишь в финале уступили сборной США.
В дальнейшем команде Канады в течение ста лет не удавалось повторить этот результат. После деления отборочного турнира на зоны канадцы, у которых в Америке и Океании было мало сильных соперников, часто выходили в финал зонального турнира, но неизменно терпели поражения — в 1927 году от японцев, а в дальнейшем либо от американцев, либо от австралийцев — двух команд из числа сильнейших в мире. После образования Мировой лиги канадская команда пробивалась в неё три раза (в 1990, 2004 и 2011 годах), но за первые четыре сезона не сумела выиграть в ней ни одного матча. Лишь в 2013 году канадцы одержали первую победу в Мировой группе, переиграв на хардовых кортах Ванкувера фаворитов турнира — сборную Испании, выступавшую без своих сильнейших игроков. После этого им удалось вновь на своей площадке победить сборную Италии и повторить успех столетней давности, подобравшись на два шага к главному призу турнира.
В 2019 году, в первый сезон проведения Кубка Дэвиса в новом формате (18 команд, играющих в одном месте в течение недели), канадская сборная из-за травмы Феликса Оже-Альяссима была вынуждена прибегнуть к услугам Вашека Поспишила, занимающего 150-е место в рейтинге. Однако Поспишил обыграл ряд соперников, занимающих более высокие позиции в рейтинге, и вместе с Денисом Шаповаловым вывел Канаду в первый в её истории финал Кубка Дэвиса. Там она уступила хозяевам соревнований — испанцам.
Через три года канадцы в отсутствие всех ведущих игроков уступили в квалификационном матче сборной Нидерландов, но в связи с отстранением от турнира российской команды получили уайлд-кард на участие в групповом этапе финального турнира. Заняв в группе второе место после победы над Испанией, они прошли в стадию плей-офф, где последовательно обыграли Германию, Италию и Австралию, впервые в истории завоевав Кубок Дэвиса. При этом канадская сборная, как и за год до этого российская, в один сезон выиграла оба основных турнира среди теннисных сборных — Кубок ATP и Кубок Дэвиса.

### Финалы
| Результат | Год  | Место           | Покрытие | Состав                                     | Соперник в финале                                              | Счёт |
| --------- | ---- | --------------- | -------- | ------------------------------------------ | -------------------------------------------------------------- | ---- |
| Поражение | 2019 | Мадрид, Испания | Хард(i)  | Ф. Оже-Альяссим, В. Поспишил, Д. Шаповалов | Испания: Р. Баутиста Агут, М. Гранольерс, Ф. Лопес, Р. Надаль  | 0:2  |
| Победа    | 2022 | Малага, Испания | Хард(i)  | Ф. Оже-Альяссим, В. Поспишил, Д. Шаповалов | Австралия: А. де Минор, Т. Коккинакис, М. Пёрселл, Дж. Томпсон | 2:0  |

## Статистика и рекорды
Игроки сборной Канады являются сообладателями рекордов Кубка Дэвиса по количеству геймов в игре в одиночном разряде (100, Гарри Фриц) и по количеству геймов в сете в одиночном разряде (46, Дейл Пауэр).

### Команда
- Сезонов в турнире — 93
- Сезонов в Мировой лиге — 14
- Самая длинная серия побед — 6:
  - 2018—2019, включая победы над командами Нидерландов, Словакии, Италии, США, Австралии и России и выход в финал Мировой группы
  - 2022—2023, включая победы над командами Германии, Италии (дважды), Австралии, Швеции и Чили и завоевание Кубка Дэвиса 2022
- Самая крупная победа — 5:0 по играм, 15:0 по сетам, 90:28 по геймам ( Канада —  Куба, 1958)
- Самый длинный матч — 16 часов 34 минуты ( Перу —  Канада 2:3, 2009)
  - Наибольшее количество геймов в матче — 232 ( Канада —  США, 1956)
- Самая длинная игра — 4 часа 59 минут ( Рикарду Мельо —  Фрэнк Данцевич 3-6 6-77 6-3 6-3 11-9 , 2007)
  - Наибольшее количество геймов в игре — 100 ( Хорхе Эндрю —  Гарри Фриц 14-16 9-11 11-9 6-4 9-11, 1982)
- Наибольшее количество геймов в сете — 46 ( Дейл Пауэр —  Альваро Бетанкур 6-4 22-24 2-6 6-3 7-5, 1975)

### Игроки
- Наибольшее количество сезонов в сборной — 23 (Даниэль Нестор)
- Наибольшее количество матчей — 49 (Даниэль Нестор)
- Наибольшее количество игр — 72 (Даниэль Нестор, 47—25)
- Наибольшее количество побед — 47 (Даниэль Нестор, 47—25)
  - В одиночном разряде — 17 (Милош Раонич, 17—5; Себастьен Ларо, 17—16)
  - В парном разряде — 32 (Даниэль Нестор, 32—10)
  - В составе одной пары — 12 (Д. Нестор / Ф. Нимейер, 12—1)
- Самый молодой игрок — 17 лет 135 дней (Фрэнк Данцевич, 8 февраля 2002)
- Самый возрастной игрок — 46 лет 10 дней (Даниэль Нестор, 14 сентября 2018)

## Состав в 2023 году
- Алексис Галарно
- Габриэль Диалло
- Вашек Поспишил
- Милош Раонич

Капитан — Фрэнк Данцевич

## Недавние матчи

### 1/4 финала Мировой группы, 2023
| Канада 1 | Palacio de Deportes José María Martín Carpena, Малага, Испания 21 ноября 2023 Хард(i) | Palacio de Deportes José María Martín Carpena, Малага, Испания 21 ноября 2023 Хард(i) | Финляндия 2 |     |   |  |
| \| \| \| \| 1 \| 2 \| 3 \| \| \| - \| \| ----------------------------------------------------------------- \| --- \| --- \| - \| \| \| 1 \| \| Милош Раонич Патрик Кауковалта \| 6 3 \| 7 5 \| \| \| \| 2 \| \| Габриэль Диалло Отто Виртанен \| 4 6 \| 5 7 \| \| \| \| 3 \| \| Алексис Галарно / Вашек Поспишил Отто Виртанен / Харри Хелиёваара \| 5 7 \| 3 6 \| \| \| |                                                                                       |                                                                                       |             |     |   |  |
| |                                                                                       |                                                                                       | 1           | 2   | 3 |  |
| 1 | Канада · Финляндия                                                                    | Милош Раонич Патрик Кауковалта                                                        | 6 3         | 7 5 |   |  |
| 2 | Канада · Финляндия                                                                    | Габриэль Диалло Отто Виртанен                                                         | 4 6         | 5 7 |   |  |
| 3 | Канада · Финляндия                                                                    | Алексис Галарно / Вашек Поспишил Отто Виртанен / Харри Хелиёваара                     | 5 7         | 3 6 |   |  |